# Ferganotettix charynensis
Ferganotettix charynensis är en insektsart som beskrevs av Mitjaev 2000. Ferganotettix charynensis ingår i släktet Ferganotettix och familjen dvärgstritar. Inga underarter finns listade i Catalogue of Life.